# Zager & Evans
Zager & Evans was een Amerikaans rock-pop duo uit eind jaren 60 en begin jaren 70. Het duo is genoemd naar de leden Denny Zager en Rick Evans.
Zager & Evans zijn het meest bekend van hun single In the Year 2525 die geschreven is door Rick Evans. Het liedje waarschuwt voor de gevaren van technologie. In the Year 2525 was een hit in 1969 en stond in de zomermaanden vier weken lang op de eerste plaats van de Nederlandse Top 40. Het nummer belandde ook op de eerste plaats in de Verenigde Staten en het Verenigd Koninkrijk. Hierna behaalde het duo geen successen meer.

## Discografie

### Singles
| Single met eventuele hitnotering(en) in de Nederlandse Top 40 | Datum van verschijnen | Datum van binnenkomst | Hoogste positie | Aantal weken | Opmerkingen                 |
| ------------------------------------------------------------- | --------------------- | --------------------- | --------------- | ------------ | --------------------------- |
| In the Year 2525 (Exordium and Terminus)                      | 1969                  | 23-08-1969            | 1 (4wk)         | 10           | Nr. 1 in de Single Top 100  |
| Cary Lynn Javes                                               | 1969                  | 15-11-1969            | 30              | 3            | Nr. 29 in de Single Top 100 |

### NPO Radio 2 Top 2000
| Nummer met noteringen in de NPO Radio 2 Top 2000 | '99 | '00 | '01 | '02 | '03 | '04 | '05 | '06 | '07 | '08 | '09 | '10 | '11 | '12  | '13  | '14  | '15  | '16  | '17  | '18  |
| ------------------------------------------------ | --- | --- | --- | --- | --- | --- | --- | --- | --- | --- | --- | --- | --- | ---- | ---- | ---- | ---- | ---- | ---- | ---- |
| In the Year 2525                                 | 410 | 500 | 515 | 609 | 423 | 480 | 426 | 692 | 740 | 570 | 536 | 673 | 787 | 1254 | 1315 | 1067 | 1197 | 1377 | 1403 | 1955 |

1. ↑  Een vetgedrukt getal geeft de hoogste notering aan.
2. ↑  Deze tabel is bijgewerkt tot en met de laatste editie (2024).